# 小俣光文
小俣 光文（おまた みつふみ、1965年 - ）は、日本の会計学者、公認会計士。明治大学経営学部教授。

## 略歴
山梨県出身。1988年慶應義塾大学商学部を卒業後、監査法人朝日新和会計社（現：あずさ監査法人）に勤務。
1992年同社を退職し、同年早稲田大学大学院商学研究科修士課程へ進学し、1994年修士課程修了。1996年同大学院同研究科博士後期課程へ進み、1999年単位取得満期退学。
明海大学経済学部専任講師、助教授を経て、2006年東京経済大学経営学部助教授、2007年教授。2011年明治大学経営学部准教授、教授。

## 著書

### 分担執筆
- （塩原一郎）『現代会計』（創成社, 2004年）
- （藤沼亜起）『会計プロフェッションの職業倫理』（同文館出版, 2012年）
- （八田進二）『開示不正』（白桃書房, 2017年）